# Два місіонери
Два місіонери (італ. Porgi l'altra guancia; Turn the Other Cheek) — французько - італійський пригодницький комедійний фільм 1974 року з комедійним дуетом Теренса Хілла та Бада Спенсера в головних ролях. Фільм був знятий у Венесуелі.

## Сюжет
Десь у Південній Америці торгівельна компанія губернатора Маркеза Альфонсо Феліпе Гонзаги під покровительством Католицької церкви намагаються насадити корінним жителям віру та монополізувати виробництво всіх товарів у регіоні. Проте двоє місіонерів - Педро та Блауож вирішують стати на бік туземців та захистити їх від жорстокої тиранії Гонзаги.

## Акторський склад
- Теренс Гілл — отець Дж.
- Бад Спенсер — отець Педро де Леон
- Роберт Лоджа — губернатор Альфонсо Феліпе Гонзага
- Жан-П'єр Омон — монсеньйор Дельгадо
- Жак Ерлен — єпископ
- Маріо Пілар — Менендес
- Марія Кумані Квазімодо — маркіза Гонзага

## Зовнішні посилання
- Два місіонери на сайті IMDb (англ.)